# Callosciurus caniceps
Callosciurus prevostii là một loài động vật có vú trong họ Sóc, bộ Gặm nhấm. Loài này được Gray mô tả năm 1842.

## Hình ảnh

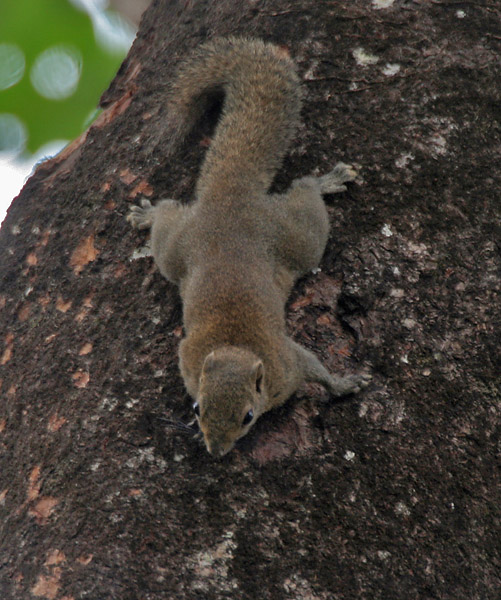
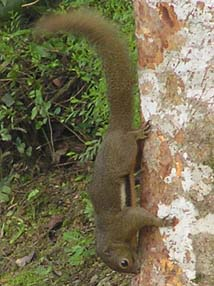
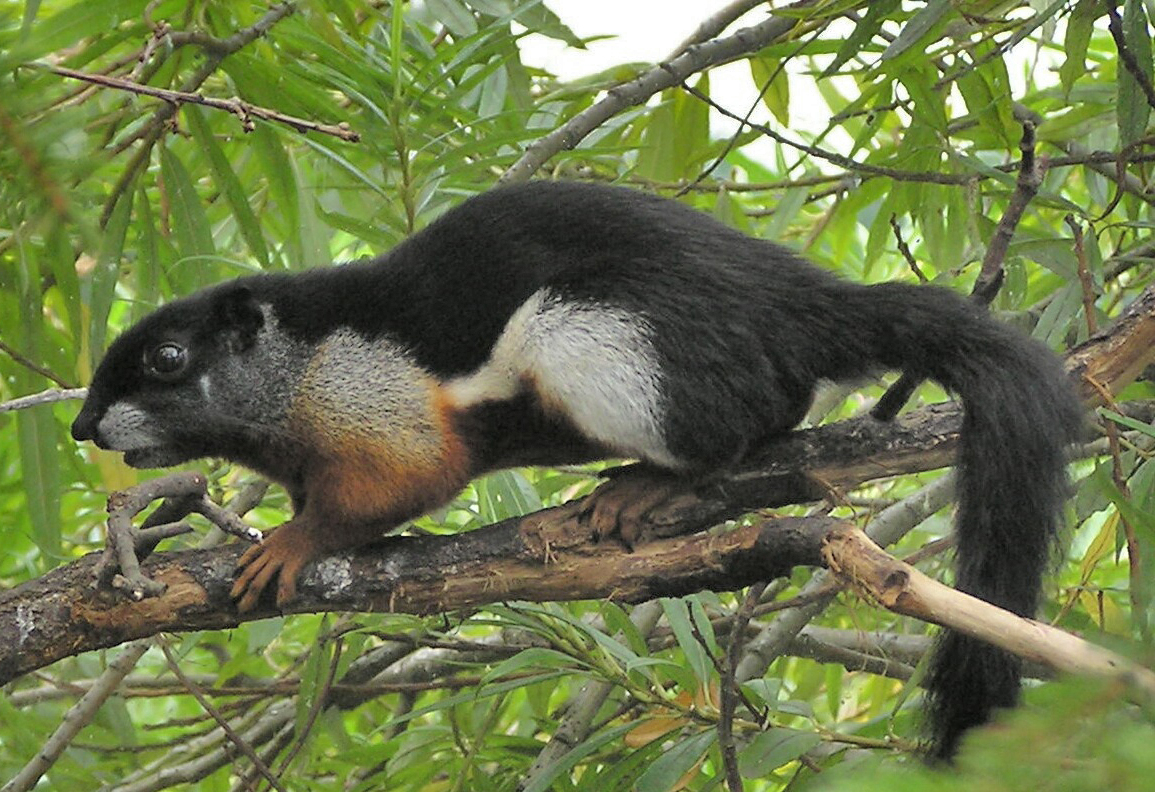
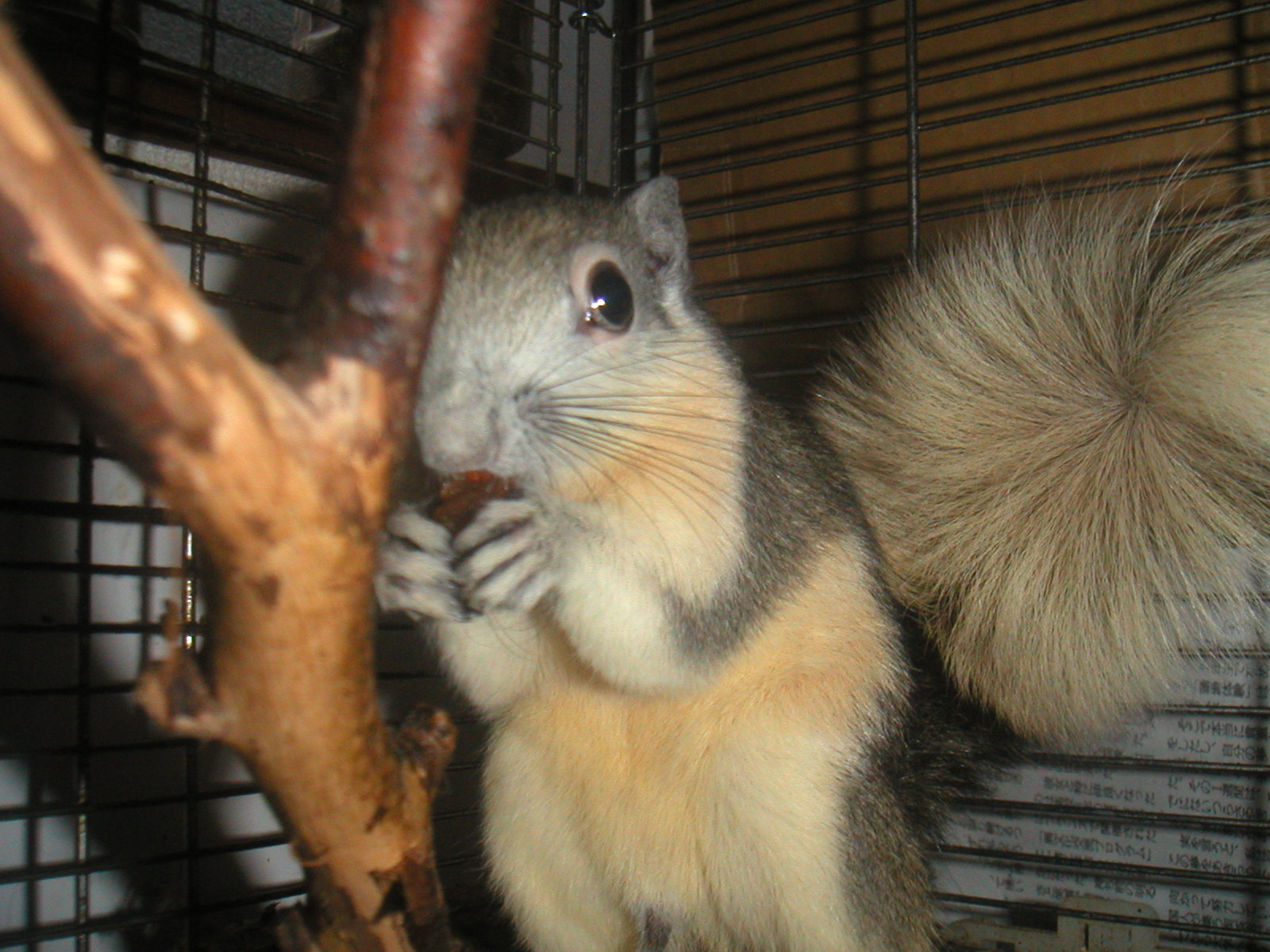

## Các phân loài
- C. c. caniceps
- C. c. adangensis
- C. c. bimaculatus
- C. c. casensis
- C. c. concolor
- C. c. domelicus